# Операция «Морской монитор»
Операция «Морской монитор» (англ. Operation «Maritime monitor»); также операция «Морской наблюдатель» — военная операция стран НАТО в период с 16 июля по 22 ноября 1992 года на территории бывшей Югославии, проводимая в Адриатическом море с целью контроля за соблюдением санкций Совета Безопасности ООН.

## Наименование операции
В сводках и планах НАТО операция именуется как Operation «Maritime monitor». В зависимости от точности перевода в различных русскоязычных источниках операция именуется как операция «Морской монитор» или операция «Морской наблюдатель».

## Цель операции
Целью операции являлся постоянный контроль силами НАТО за соблюдением введённого советом безопасности ООН запрета на полеты в воздушном пространстве и проверку грузов, доставляемых морским путем, в целях соблюдения режима эмбарго на территории бывшей Республики Югославии.

## Предпосылки операции
Распад Социалистической Федеративной Республики Югославии и последующая за этим распадом быстро меняющаяся политическая обстановка и быстро распространявшиеся по территории Югославии войны послужили основанием для НАТО впервые выдвинуться за пределы своей территории. Эти войны стали первым испытанием возможностей НАТО по оперативному планированию и реализации военных операций многонациональных сил НАТО, по развертыванию и боевому применению оперативных группировок сил и средств в короткие сроки на территории вероятного противника.

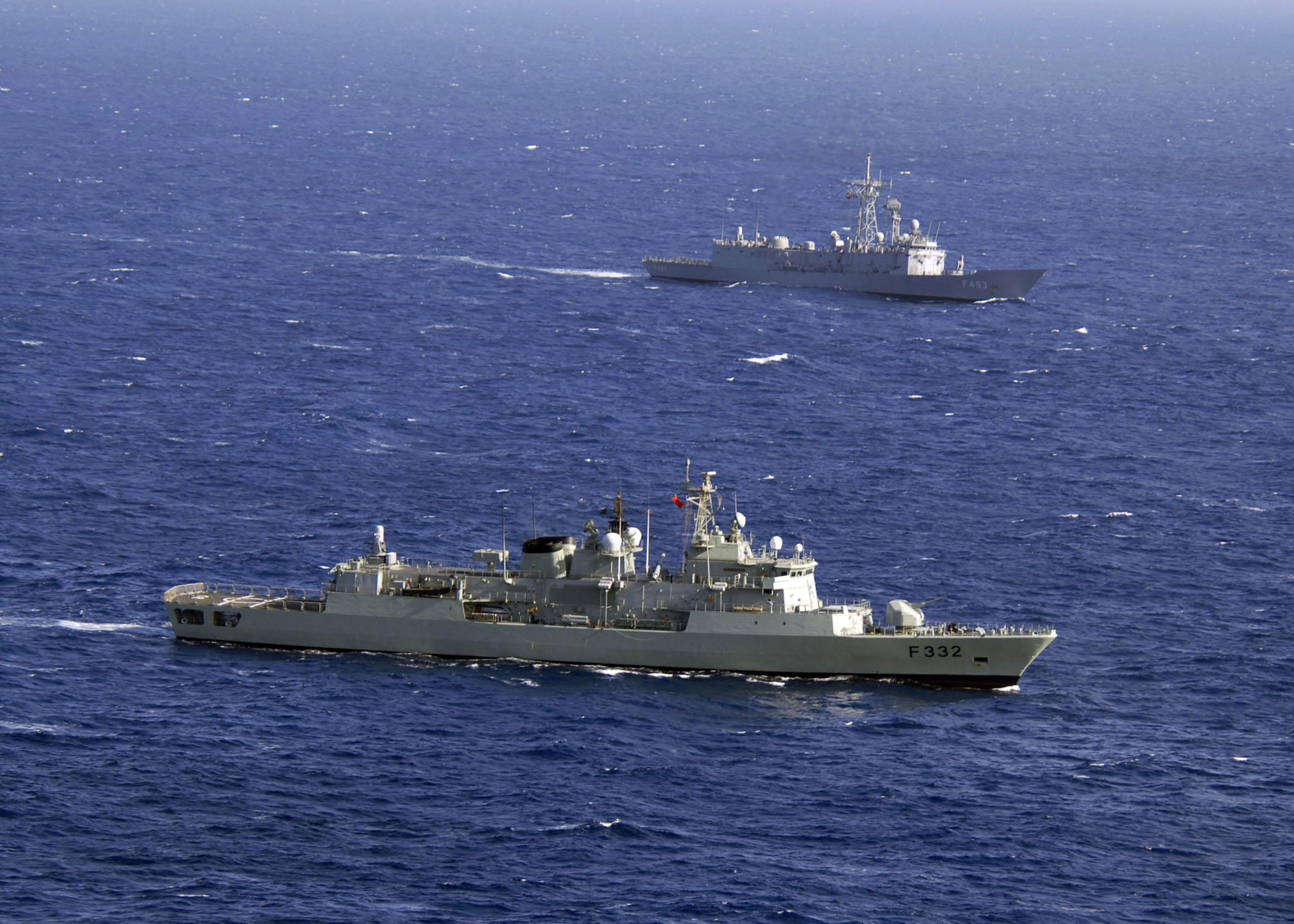
Португальский фрегат NRP Corte Real (F332) и турецкий фрегат TCG Gelibolu (F493) из состава Второй постоянной военно-морской группы НАТО во время операции

Операция «Морской монитор», как и другие операции НАТО, проведенные с 1992 года в Европе, Азии и Африке в поддержку международного сообщества, проводились за рамками коллективной обороны Североатлантического альянса, обозначенными в статьях 5 и 6 Североатлантического договора. Все эти операции получили название вне статьи 5, или операциями кризисного регулирования и реагирования на кризис.

## Описание
25 сентября 1991 года государствами-членами Совета Безопасности ООН была принята Резолюция Совета Безопасности ООН 713, согласно которой с началом распада и войн в Югославии и накладывающая эмбарго на поставки оружия в Югославию. Кроме того Совет высоко оценивал усилия Европейского сообщества по мирному разрешению конфликта. Это первая резолюция, принятая в свете распада Югославии.
В последующем государствами-членами Совета Безопасности ООН принимались дальнейшие Резолюции по Югославии с целью не допущению эскалации военных конфликтов. Однако, отсутствие конструктивной позиции пришедших к власти в республиках бывшей Югославии политиков, вело к продолжению наращивания поставок оружия и продолжению военных действий. Принятая 30 мая 1992 года Резолюция Совета Безопасности ООН № 757 ввела Международные санкции против Югославии.
16 ноября 1992 года Совбезом ООН была принята резолюция 787, ужесточившая режим санкций. Она запрещала транзит нефти и нефтепродуктов, угля, оборудования для энергетики, железа, стали, химикатов, пневматики, транспортных средств. Были ужесточены меры контроля за судами в югославских морских портах и на Дунае. Также вводился строгий контроль за судоходством на Дунае и в Адриатическом море.
С целью установления контроля за поставками оружия и соблюдением международными судоходными компаниями санкций, наложенных ООН на бывшую Республику Югославию, в Адриатическом море была развернута группировка кораблей НАТО. Группировка получила наименование Вторая постоянная военно-морская группа НАТО (Standing Nato Maritime Group 2). Местом дислокации группы определена зона Средиземного моря.
Операция «Мэритайм монитор» началась 16 июля 1992 года и продолжалась до 22 ноября 1992 года. Корабли группы выполняли патрулирование в международных водах у побережья Черногории. Одновременно с проводимой операцией параллельно проводилась морская операция «Острая Бдительность» (Operation Sharp Vigilance) в проливе Отранто между побережьями Италии и Албании.
В связи со слабым выполнением возложенных на операцию задач операция «Мэритайм монитор» была заменена на операцию «Морская охрана» («Морской страж», Operation Maritime Guard).